# Kamijo
Kamijo (かみじょう, Kamidžó) je japonský písničkář, hudebník a hudební producent. Proslul jako frontman visual kei kapel Lareine a Versailles. Stal se ředitelem dvou nezávislých nahrávacích společností, z nichž první byla Applause Records (založená roku 2000), druhá pak od roku 2006 Sherow Artist Society, jež byla v roce 2016 přejmenována na Chateau Agency a v níž Kamijo nadále působí. Jeho hudba pokrývá mnoho žánrů; kapela Lareine hrála barokní pop, Versailles měla čistý symfonický a neoklasický metalový zvuk. S kapelami Lareine, New Sodmy a Versailles čítá Kamijova rozsáhlá diskografie 15 alb a velké množství EP a singlů. V roce 2013 zahájil svou sólovou kariéru debutovým singlem „Louis ~Enkecu no La Vie en Rose~“.

## Mládí
Kamijo vyrostl v rodině hudebníků, matka a babička byly obě klavíristky a dědeček houslista.[zdroj?] Jako osobnosti, které jej ovlivnily, zmínil Paula Mauriata a X Japan. Své první kroky na rockové scéně učinil v polovině 90. let, kdy pro visual kei-rockovou kapelu Malice Mizer zajišťoval aparaturu na turné. Spolupracoval tehdy s budoucím spoluzakladatelem a kytaristou kapely Lareine, Mayuem.

## Kariéra

### 1994–2007: Lareine
V srpnu 1994 se Kamijo a Mayu setkali při práci na turné skupiny Malice Mizer. V listopadu téhož roku se rozhodli založit kapelu, kterou pojmenovali Laliene (v odkazu na francouzskou královnu Marii Antoinettu). Spolu s kytaristou Sakureuem a bubeníkem Kyoukou začali vystupovat. Později se připojil baskytarista Emiru, čímž vznikla první sestava.
V březnu 1996 uspořádala Laliene ke svému prvnímu výročí koncert, kde změnila název na Lareine a volně distribuovala 100 kopií svého prvního singlu, Saikai no hana. V roce 1998 podepsali členové kapely smlouvu se společností Sony a vydali písně Metamorphose, Fiançailles, Fuju Tókjó a Lillie Charlotte. V roce 2000 se kapela nakrátko rozdělila a Kamijo založil skupinu New Sodmy, s níž nahrál dvě alba a pět singlů. New Sodmy se později rozpadla; Lareine se opět zformovala v roce 2003.
31. října 2006 odehrála Lareine své poslední živé vystoupení a v únoru 2007 se rozpadla.

### 2007–2012: Versailles
V březnu 2007 založili Kamijo, Hizaki (bývalý člen skupiny Sulfuric Acid) a basista Jasmine You (bývalý člen skupiny Jakura) kapelu Versailles. Později se připojil kytarista Teru (bývalý člen skupiny Aikaryu) a bubeník Yuki (bývalý člen skupiny Sugar Trip). Hizaki, Jasmine You a Teru již dříve spolupracovali v rámci projektu Hizaki Grace Project.

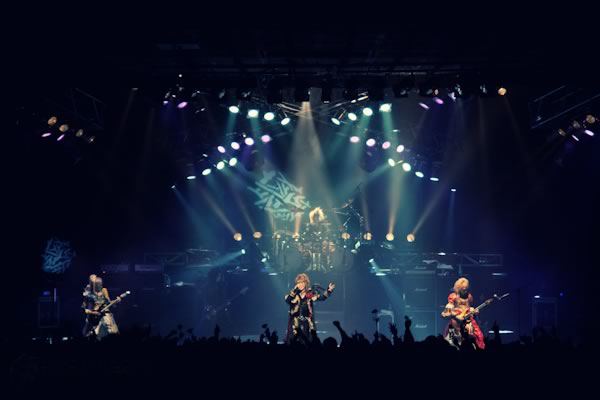
Koncert Versailles v Santiagu de Chile v roce 2010.

Koncept Versailles vytvořili Kamijo a Hizaki na podzim roku 2006 a šest měsíců strávili hledáním členů. Konceptem Versailles je „absolutní jóšikibi (tj. krása formy) zvuku a extrém estetismu“. První singl s názvem The Revenant Choir vydali 24. března 2007.
Kapela podepsala smlouvu s německým vydavatelstvím CLJ Records a 31. října vydala v Japonsku a Evropě EP Lyrical Sympathy. Jejich píseň The Love From A Dead Orchestra se objevila na kompilačním albu Tokyo Rock City vydaném 9. listopadu společností Sony BMG v Německu. 23. září 2008 byl Kamijo modelem pro lolita značku Alice and the Pirates na Individual Fashion Expo IV.
V lednu 2011 členové Versailles účinkovali ve vlastním televizním minidramatu Onegai Kanaete Versailles. 20. prosince 2012 odehráli svůj poslední koncert a ukončili veškeré aktivity. Vydali celkem čtyři alba, jedno EP, osm singlů, dvě živá alba, deset videoklipů, jedno kompilační album a několik DVD.

### 2013: Sólová kariéra
V lednu 2013 Kamijo oznámil zahájení sólové kariéry, 28. srpna vydal svou první desku, singl Louis ~Enkecu no La Vie en Rose~. Ostatní členové Versailles zformovali s novým zpěvákem Zinem skupinu Jupiter a své první album vydali v tentýž den. Na hudebním videu ke Kamijově singlu se objevil frontman skupin Malice Mizer a Moi dix Mois, Mana.
Kamijovy vokály také zazněly na debutovém albu Heartstrings od Aisenshi, nově vzniklé kapely Eiza Sakamota (ze skupiny Anthem) a She-Ja (ze skupiny Volcano).
V září 2018 byl Kamijo jedním ze tří hostujících zpěváků na koncertech k 25. výročí Malice Mizer.

## Diskografie
Sólové nahrávky
Singly
- „Louis ~Enkecu no La Vie en Rose~“ (Louis ～艶血のラヴィアンローズ～, 28. srpna 2013)
- „Moulin Rouge“ (18. června 2014)
- „Jamijo no lion“ (闇夜のライオン, 16. července 2014)
- „Castrato“ (カストラート, 10. května 2017)
- „Mademoiselle“ (27. září 2017)
- „Nosferatu“ (16. ledna 2018)
- „Sang~Another Story~“ (21. března 2018)
- „Sang~Kimi ni okuru namae~“ (Sang ～君に贈る名前～, 18. července 2018)
- „Eye of Providence“ (24. července 2019)
- „TEMPLE~Blood-sucking for praying~“ (27. listopadu 2019)
- „Symbol Of The Dragon“ (26. února 2020)
- „Persona Grata“ (29. dubna 2020)

Alba
- Symphony of the Vampire (5. března 2014)
- Heart (24. září 2014)
- 20th Anniversary All Time Best ~Kakumei no keifu~ (20th Anniversary All Time Best ～革命の系譜～, 10. června 2015)
- Royal Blood —Revival Best— (15. července 2015)
- Sang (21. března 2018)
- PERSONA (dosud nevydáno)

Lareine
New Sodmy
- Confess to a Crime (2002)
- Confess to a Love (2002)

Versailles
- Noble (2008)
- Jubilee (2010)
- Holy Grail (2011)
- Versailles (2012)
- Lineage (2017)